# Joker Game
Joker Game (ジョーカー・ゲーム?) es una novela ligera japonesa escrita por Kōji Yanagi. Esta novela ha dado origen a tres series de manga, una película en imagen real, una serie de anime, CD dramas y dos especiales.
Ha sido anunciada una obra teatral basada en la novela, bajo la dirección de Daisuke Nishida.

## Argumento
En el año 1937, antes del estallido de la Segunda Guerra Mundial, el Teniente Coronel Yūki, de la Armada Imperial Japonesa, forma la "Agencia D". Para poder visar sus actos, los más altos Generales designan al Teniente Sakuma. Yūki se encarga de entrenar a sus agentes bajo el lema: No mates. No dejes que te maten. No dejes que te atrapen.

## Personajes
Miyoshi (三好 Miyoshi?)
 Seiyū: Hiro Shimono
Kaminaga (神永 Kaminaga?)
 Seiyū: Ryōhei Kimura
Odagiri (小田切 Odagiri?)
 Seiyū: Yoshimasa Hosoya
Amari (甘利 Amari?)
 Seiyū: Toshiyuki Morikawa
Hatano (波多野 Hatano?)
 Seiyū: Yūki Kaji
Jitsui (実井 Jitsui?)
 Seiyū: Jun Fukuyama
Tazaki (田崎 Tazaki?)
 Seiyū: Takahiro Sakurai
Fukumoto (福本 Fukumoto?)
 Seiyū: Kazuya Nakai
Jirō Gamō (蒲生 次郎 Gamou Jirou?)
 Seiyū: Kenjirō Tsuda
Sakuma (佐久間 Sakuma?)
 Seiyū: Tomokazu Seki
Yūki (結城 Yuuki?)
 Seiyū: Kenyū Horiuchi

## Contenido de la obra

### Novela ligera
Ha sido publicada por la editorial Kadokawa Shōten. La obra consta de tres volúmenes:
1. Joker Game[8]
2. Double Joker[9]
3. Paradise Lost[10]

### D no Maō
D no Maō (Dの魔王?), también conocido como D no Maō: From Joker Game, es un manga que adapta la historia original, con ilustraciones de Kayoko Shimotsuki. Un total de 17 capítulos compilados en 3 tomos han sido publicados por la editorial Shōgakukan.

### MangaJoker Game
Una nueva adaptación al manga basada en el guion de la película en imagen real fue publicada entre el 17 de noviembre de 2014 y el 19 de enero de 2015 en la revista Big Comic Spirits. Los ocho capítulos fueron recopilados en un único tomo.

### Película en imagen real
Una película basada en la novela original fue estrenada en los cines japoneses el 31 de enero de 2015 bajo la dirección de Yū Irie.

#### Reparto
| Actor            | Personaje |
| ---------------- | --------- |
| Kamenashi Kazuya | Jirō Katō |
| Yūsuke Iseya     | Yūki      |
| Kyōko Fukada     | Lyn       |
| Richard Shelton  | Marks     |
| Jasper Bagg      | Campbell  |
| Richard Moss     | Graham    |

### Joker Game: The Animation
Joker Game: The Animation (ジョーカー・ゲーム THE ANIMATION?) es un manga basado en la adaptación de la novela original de Production I.G. Está siendo publicado en la revista Comic Garden de la editorial Mag Garden.

### Anime
Una serie de anime ha sido adaptada por el estudio Production I.G. Crunchyroll distribuye la serie por Internet, tanto para países de habla inglesa como para España y América Latina.

#### Equipo de Producción
- Director: Kazuya Nomura
- Composición de la serie: Taku Kishimoto
- Música: Kenji Kawai
- Diseño de personajes: Shirow Miwa (original) y Toshiyuki Yahagi
- Director de arte: Yoshio Tanioka
- Director en Jefe de animación: Toshiyuki Yahagi
- Diseño mecánico: Shinobu Tsuneki
- Director de 3D: Noriki Tsukamoto
- Director de sonido: Yoshikazu Iwanami
- Directores de fotografía: Hiroshi Tanaka y Koji Tanaka
- Productores ejecutivos: Daijō Kudō y Rui Kuroki
- 3D CG: Noriki Tsukamoto
- Productor de animación: Kouichi Banshou
- Edición: Junichi Uematsu
- Efectos especiales: Masahiro Murakami

#### Episodios
| #  | Título                                                                      | Fecha de Emisión Japón |
| -- | --------------------------------------------------------------------------- | ---------------------- |
|    |                                                                             |                        |
| 1  | «Joker Game (Parte 1)» «Jōkā Gēmu (Zenpen)» (ジョーカー・ゲーム（前編）)    | 5 de abril de 2016     |
| 2  | «Joker Game (Parte 2)» «Jōkā Gēmu (Kōhen)» (ジョーカー・ゲーム（後編）)     | 12 de abril de 2016    |
| 3  | «Gosan» (誤算)                                                              | 19 de abril de 2016    |
| 4  | «Mazu» (魔都)                                                               | 26 de abril de 2016    |
| 5  | «Robinson» (ロビンソン)                                                     | 3 de mayo de 2016      |
| 6  | «Asia Express» «Ajia Ekusupuresu» (アジア・エクスプレス)                    | 10 de mayo de 2016     |
| 7  | «Code Name: Cerberus» «Kōdonēmu: Keruberosu» (暗号名ケルベロス)             | 17 de mayo de 2016     |
| 8  | «Double Joker (Part 1)» «Daburu Jōkā (Zenpen)» (ダブル・ジョーカー（前編）) | 24 de mayo de 2016     |
| 9  | «Double Joker (Part 2)» «Daburu Jōkā (Kōhen)» (ダブル・ジョーカー（後編）)  | 31 de mayo de 2016     |
| 10 | «Tsuiseki» (追跡)                                                           | 7 de junio de 2016     |
| 11 | «Hitsugi» (柩)                                                              | 14 de junio de 2016    |
| 12 | «XX Double Cross» (XX ダブル・クロス)                                       | 21 de junio de 2016    |

#### Reparto
| Personaje                | Seiyū Original (Japón) |
| ------------------------ | ---------------------- |
| Teniente Coronel Yūki    | Kenyū Horiuchi         |
| Teniente Sakuma          | Tomokazu Seki          |
| Miyoshi                  | Hiro Shimono           |
| Jitsui                   | Jun Fukuyama           |
| Fukumoto                 | Kazuya Nakai           |
| Kaminaga                 | Ryōhei Kimura          |
| Marie Torres             | Shizuka Itō            |
| Tazaki                   | Takahiro Sakurai       |
| Amari                    | Toshiyuki Morikawa     |
| Odagiri                  | Yoshimasa Hosoya       |
| Hatano                   | Yūki Kaji              |
| Coronel Mutō             | Tesshō Genda           |
| Jirō Kamō                | Kenjirō Tsuda          |
| Howard Marks             | Hōchū Ōtsuka           |
| Teniente Yasumasa Akutsu | Tomomichi Nishimura    |
| Masayuki Oikawa          | Keiji Fujiwara         |
| Hermann Wolff            | Banjō Ginga            |
| Satomura                 | Bin Shimada            |

#### Banda sonora
- Opening: Reason Triangle por Quadrangle.
- Ending: Double por Magic of Life.

El CD con la banda sonora de la serie fue compuesto por Kenji Kawai. En su semana de lanzamiento ha alcanzado el puesto 62 de ventas en los rankings japoneses.

### Drama CD
El 22 de junio de 2016 salió a la venta un CD drama grabado por los mismos actores de voz que la serie de anime denominado Keishichou D-ka Sousa File. El mismo presenta 4 pistas. En la misma semana de su salida alcanzó el puesto 32 en el ranking de ventas japonés.
El segundo volumen de estos dramas salió el 24 de agosto del mismo año y se llamó Soreike! 2-nen D-gumi Sakuma-sensei. También contó con cuatro pistas. En su semana de lanzamiento alcanzó el 10º puesto en el ranking de ventas, con 5.708 copias vendidas.
El tercer CD drama, Kaettekita! 2-nen D-gumi Sakuma-sensei, salió a la venta en la semana del 26 de junio de 2017.
El cuarto CD drama, "Moshimo" Darake no Parody Box, fue lanzado en la semana del 24 de julio de 2017.

### Joker Game: Kuroneko Yoru no Bouken
Joker Game: Kuroneko Yoru no Bouken (ジョーカー・ゲーム 「黒猫ヨルの冒険」?) incluye dos episodios especiales que salieron a la venta junto con los Blu-ray y DVD de la serie.

### Obra teatral
Daisuke Nishida dirigirá y estará a cargo del guion de la obra teatral basada en la novela. La misma podrá ser vista entre el 4 y 7 de mayo de 2017 en el Zepp Blue Theater Roppongi de Tokio. Si bien los roles no están especificados, los actores serán: Shogo Suzuki, Ikkei Yamamoto, Yūya Kido, Chihiro Okutani, Gaku Matsumoto, Kōji Saikawa, Kaisei Abe, Takeshi Maeda, Shoichiro Oomi, Masashi Yamazaki, Kōsen, Orakio y Masashi Taniguchi.

## Recepción
La novela ha ganado el Nihon Suiri Sakka Kyōkai-shō (Premio 'Escritores de Misterio de Japón') en su edición de 2009.
La serie de anime ha recibido el "Premio Especial" (Monthly Newtype Joint Special Award) en la edición 2016 del Newtype Anime Awards, la cual premió los trabajos realizados entre octubre de 2015 y septiembre de 2016. También ha sido elegida en los Tokyo Anime Award Festival como el segundo mejor anime del año con 37.552 votos, detrás de Yuri!!! on Ice. Para este premio elegido por los fanes se han tenido en cuenta aquellas animaciones televisadas entre el 18 de octubre de 2015 y el 15 de octubre de 2016. Ha sido la 3º más votada (detrás de Re:Zero kara Hajimeru Isekai Seikatsu y de Boku Dake ga Inai Machi) en la 3º edición de los Sugoi Japan Award.